# Orsk
Orsk (Russisch: Орск) is een Russische stad in de oblast Orenburg, in de Zuidelijke Oeral, aan de rivier de Oeral. De stad is met bijna 240.000 inwoners de op een na grootste stad in de oblast. 

## Geschiedenis
De stad werd gesticht door Ivan Kirillov, toen de Russische kolonisten oostwaarts in de richting van Siberië trokken. De eerste bestemming was een fort op de linkeroever van de Oeral. De oorspronkelijke naam was Orenberg, maar deze werd in 1739 veranderd in Orsk. De stad gaf de Oeral de status van grens van Rusland.
In 1861 werd het fort van Orsk het hoofdkwartier van het Orenburgse kozakkenleger. Vier jaar later, in 1865, kreeg de stad stadsrechten en werd de provinciale hoofdstad van de regio Orenburg.
Vanaf 1870 groeide de stadsbevolking explosief, mede door de handel in vee en graan, het verwerken van agrarische producten en verschillende huisnijverheden. De stad was ook bekend van het weven van de beroemde sjaals, die werden geweven door vrouwen. In 1917 waren er meer dan 21.000 inwoners en waren er elf kerken en minaretten en zestien onderwijsinstellingen. Tijdens de Russische Burgeroorlog hield de stad stand tijdens een drie maanden durende belegering.
In de jaren 30 kwamen er grote industrieën naar de stad, die afkwamen op de minerale rijkdom van de regio. De belangrijkste industrie was de steenontginning, die zich vooral toespitste op jaspis, uit de Pokovnikberg.
In het voorjaar van 2024 werd de stad geteisterd door overstromingen ten gevolge van dijkdoorbraken langs de Oeral.

## Cultuur
Er zijn twee hogeschool-takken in Orsk: pedagogisch en industrieel onderwijs. Er zijn ook veel scholen en colleges, er is een theater, een heemkundig museum, een laboratorium voor archeologische studies, een kunstgalerij en theater voor kinderen een brassband.
Eveneens zijn er archeologische vindplaatsen, zoals een oude vestingsplaats, massagraven en gewone graven. Degenen die uitgegraven zijn, zijn wereldberoemd in de wetenschappelijke wereld. Bijvoorbeeld de graven in Koemak, uit de Bronstijd, bewijzen de hypothese van Oost-Europese roots van de Indo-Europeanen.

De graven die dateren van de IJzertijd, achtergelaten door de Sarmaten, hebben de wetenschappers tal van artefacten opgeleverd, zoals een kleien pot met daarop de naam van de Perzische koning Artaxerxes I, pas de zesde die er in de wereld gevonden is.

## Geboren
- Vladimir Makanin (1933-2017), schrijver

1. ↑  Brassem, Eric, "‘Poetin, help!’ roepen inwoners van de overstroomde stad Orsk", Trouw, 9 april 2024. Geraadpleegd op 9 april 2024.

Bestuurlijk centrum: Orenburg

Abdoelino · Boegoeroeslan · Boezoeloek · Gaj · Jasny · Koevandyk · Mednogorsk · Novotroitsk · Orsk · Sol-Iletsk · Sorotsjinsk